# Отвил (Савоја)
Отвил (фр. Hauteville) насеље је и општина у источној Француској у региону Рона-Алпи, у департману Савоја која припада префектури Шамбери.
По подацима из 2011. године у општини је живело 332 становника, а густина насељености је износила 135,51 становника/km². Општина се простире на површини од 2,45 km². Налази се на средњој надморској висини од 450 метара (максималној 640 m, а минималној 300 m).

## Демографија
| 1962. | 1968. | 1975. | 1982. | 1990. | 1999. | 2011. |
| ----- | ----- | ----- | ----- | ----- | ----- | ----- |
| 200   | 209   | 200   | 187   | 187   | 233   | 332   |

График промене броја становника у току последњих година